# Chay (Wesir)
Chay war ein ägyptischer Wesir der 19. Dynastie. Sein Amtsbereich war Oberägypten. Er amtierte wohl in der 3. bis zur 6. Dekade unter König Ramses II. Er war der Nachfolger des Wesirs Paser. Neferrenpet war sein Nachfolger.

## Herkunft und Familie
Chay war der Sohn des Truppenkommandanten Haia und der Sängerin des Amun Nubdjeret. Er selbst war mit Iam verheiratet. Kinder sind nicht bekannt.

## Bedeutung

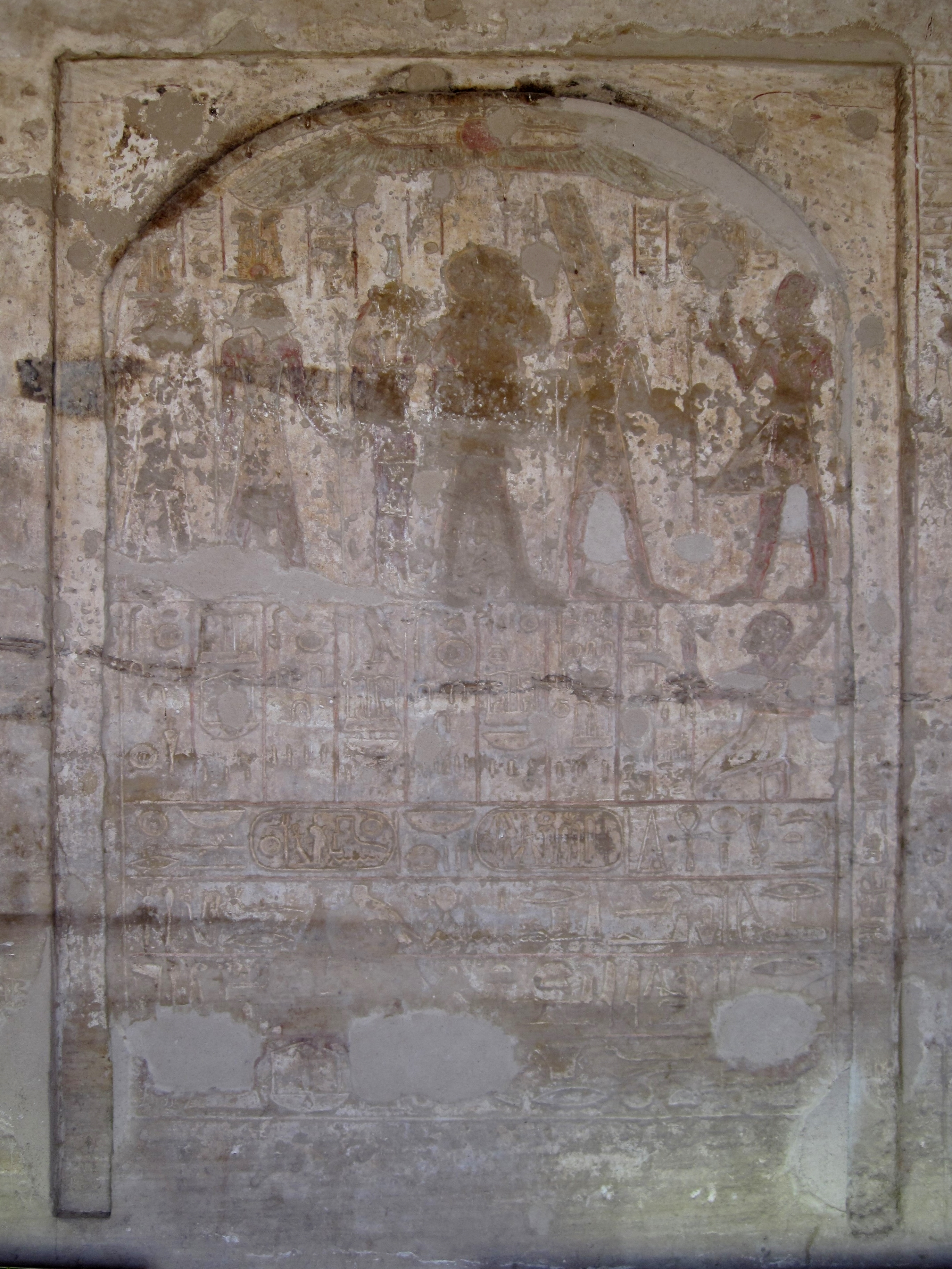
Stele mit Chay (zweites Register rechts) aus Gebel Silsila

Chay war einer der bedeutendsten Beamten unter Ramses II. Vor seiner Beförderung zum Wesir war er Obervermögensverwalter (jmj-r pr [wr]). Mit diesem Titel ist er jedoch nur zweimal belegt, als er schon Wesir war. Als Wesir trug er die typischen Titel eines Amtsträgers und war Vorsteher der Stadt, Priester der Maat, aber auch Erster Königs-Herold des Herrn der beiden Länder und Wedelträger zur Rechten des Königs.
Als Herold des Königs verkündete er in den Regierungsjahren 30, 34, 37, 40, 42 und 45 das Sed-Fest des Herrschers. Das vierte (Jahr 40) und fünfte (Jahr 42) Sed-Fest verkündigte er zusammen mit Chaemwaset, Sohn von Ramses II. und auch Hoherpriester des Ptah. Es sind Kopien von Briefen auf Ostraka an ihn erhalten, die zeigen, dass er die oberste Instanz für die Arbeiter von Deir el-Medina war. Es gibt einen Brief des Nekropolenschreibers Qenherchepschef an den Wesir, die an eine Gipslieferung erinnert. Ein Brief von Chay ist an den Vorarbeiter Nebnefer gerichtet und fordert diesen auf, seinen Plan einzuhalten, und dass er sich beim Schatzhaus um die Auszahlung von Löhnen erkundigen solle. Es gibt auch einen Brief des Schatzhausvorstehers Sethi über Lohnzahlungen an Arbeiter von Deir el-Medina, die im Namen des Chay stattfanden.

## Belege
Dieser Wesir ist von zahlreichen Denkmälern bekannt. Zwei Statuen fanden sich im Karnak-Tempel in Theben. Zahlreiche Objekte stammen aus Deir el-Medina und zeigen die Verbindung des Wesirs mit den Arbeitern dort, die an dem Königsgrab arbeiteten. Es gibt aber auch einen Türsturz aus Qantir und eine Stele aus Abydos. In Gebel Silsila ließ er im Speos (Felsentempel) des Haremhab diverse Stelen und Statuennischen in den Fels hauen.
Sein Grab konnte lange Zeit nicht mit Sicherheit lokalisiert werden, obwohl es einige Relieffragmente aus Theben-West gibt, die wohl von diesem stammen. Im Jahr 2013 wurde die Pyramide seines Grabes in Theben-West freigelegt.